# Porella prolixa
Porella prolixa là một loài rêu tản trong họ Porellaceae. Loài này được (Gottsche ex Stephani) E.W. Jones miêu tả khoa học lần đầu tiên năm 1963.